# 共和党 (法国1977年)
共和党（法語：Parti républicain，缩写为PR）是一个于1977年由时任法国总统瓦莱里·吉斯卡尔·德斯坦创立的保守自由主义政党。其取代了于1966年创立的全国独立共和主义者联盟。其内政、社会、经济政治立场保守，外交方面亲北约及欧洲。
1978年，共和党与众数中间主义政党结盟，组建法国民主联盟 以支持德斯坦 参加总统大选，抗衡戴高乐主义右翼。  然而，在德斯坦81年大选失利后，共和党逐渐远离其创始人，开始由以弗朗索瓦·莱奥塔尔为代表的的新一代政治家领导。
1988年，以弗朗索瓦·莱奥塔尔为首的共和党领导人主张与戴高乐主义右翼保卫共和联盟结盟，暗中支持雅克·希拉克参选1988年大选，违背法国民主联盟官方立场。
在1995年法國總統選舉期间, 共和党领导层再次分裂。弗朗索瓦·莱奥塔尔和热拉尔·隆盖支持爱德华·巴拉迪尔，与此同时阿兰·马德兰与让-皮埃尔·拉法兰支持雅克·希拉克。后者于1995年赢得法国总统大选。

## 主席
- 让-皮埃尔·苏瓦松（英语：Jean-Pierre Soisson） (1977–88)
- 弗朗索瓦·莱奥塔尔（英语：François Léotard） (1988–90)
- 热拉尔·隆盖（法语：Gérard Longuet） (1990–95)
- 弗朗索瓦·莱奥塔尔（英语：François Léotard） (1995–97)
- 阿兰·马德兰（英语：Alain Madelin） (1997)